# Lilibeo
Lilibeo (Lilybaeum per i romani) fu un'antica città, situata all'estremo ovest della Sicilia, precisamente sotto l'attuale Marsala, verso Capo Boeo originariamente chiamato Capo Lilibeo.
Oggi fa parte dell'area archeologica di Capo Boeo, che si estende per 28 ettari.
Fu fondata, secondo la testimonianza di Diodoro, dai fenici esuli, fuggiti da Mothia, distrutta da Dionisio di Siracusa nel 397 a.C. Prima di questa data il Capo Boeo fu quasi certamente frequentato, ma mancano tracce di un vero e proprio insediamento.
Lilibeo, grazie alla sua posizione strategica nel Mediterraneo, fu inizialmente avamposto cartaginese. Assunse poi grande importanza sotto il dominio romano quando vi ebbe sede uno dei due questori che Roma inviava in Sicilia (l'altro aveva sede a Siracusa). A Lilibeo, tra gli altri, fu questore Cicerone. La città costituì quindi per un certo periodo l'agglomerato urbano più grande e più importante della Sicilia occidentale.
Il nome potrebbe derivare dal greco Λιλύβαιον (Lilýbaion, "che guarda la Libia", nome che indicava tutta la costa settentrionale dell'Africa) oppure avere origine da una fonte così chiamata, oggi incorporata dalla chiesa di San Giovanni al Boeo.

## Storia

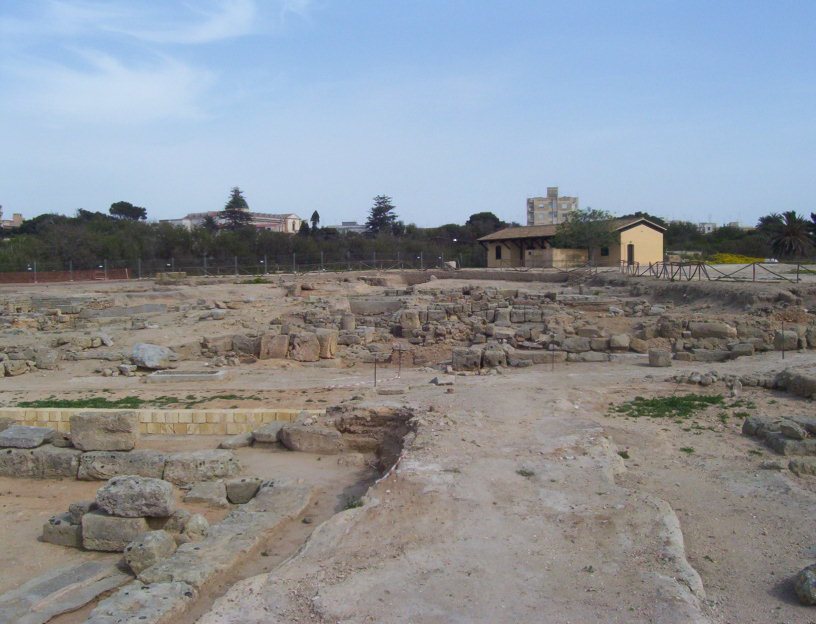
Panoramica dello scavo adiacente all'ex Poligono di Tiro

Il primo insediamento fu di gente sicana di civiltà calcolitica.

### Fondazione
Nell'anno 397 a.C., la città di Mozia, ubicata sull'isola di San Pantaleo, nella laguna detta dello Stagnone, fu distrutta da Dionisio I, tiranno di Siracusa. I superstiti si rifugiarono sulla costa siciliana e qui fondarono la città che chiamarono Lilibeo. La città venne fortificata con poderose mura e circondata a nord e sud da due profondi fossati di cui oggi, a Marsala, sono visibili solo dei piccoli tratti. Tale fortificazione permise alla città di resistere all'assedio dionisiano del 368 a.C., poi a quello di Pirro avvenuto nel 277 a.C.

### Guerre puniche e conquista romana
Ai Romani, durante la Prima guerra punica, non riuscì di espugnarla. Il generale cartaginese Amilcare Barca durante questo periodo, fortificando l'antica Erice, poté controllare e difendere la città di Lilibeo dagli attacchi esterni, direttamente dalla sommità del monte trapanese, assicurando la sua protezione.
Fu solo nel 241 a.C., con gli accordi di pace, che Cartagine cedette a Roma tutti i propri possedimenti in Sicilia.
Sotto i Romani, Lilibeo diventò presto un vivissimo centro commerciale, grazie al suo porto e agli intensi traffici marittimi nel Mediterraneo. Si arricchì di splendide ville ed edifici pubblici, tanto che Cicerone, che fu questore di Lilibeo, la definì splendidissima civitas nell'anno 75 a.C.

### Bizantini e Arabi
Devastata dai Vandali all'inizio del V secolo, cadde sotto l'egemonia del re dei Vandali Trasamondo e sua moglie Amalafrida e rimase ai Vandali nonostante i successivi accordi con Odoacre, che occupò il resto della Sicilia. Dopo corrispondenza coi Goti, riferita da Procopio di Cesarea nella Guerra Vandalica, fu poi occupata da Belisario, inviato da Giustiniano, e attraversò dei periodi oscuri per il disinteresse di Bisanzio e per le incursioni dei pirati.
Con l'arrivo degli Arabi nel IX secolo, la città sparì dalla cartina geografica, divenendo il sito archeologico attuale. 

### Ultime dominazioni
A partire dall'XI secolo la città di Marsala passò sotto la dominazione normanna, sveva, angioina, aragonese e poi quella spagnola.

## Parco Archeologico di Lilibeo-Marsala
I resti dell'antica Lilibeo si trovano nell'attuale centro urbano di Marsala e, insieme alla dirimpettaia isola di Mozia, costituiscono un gioiello dell'archeologia fenicio-punica in occidente. Dal 2002 ad oggi è in corso la realizzazione del Parco Archeologico di Marsala; attualmente squadre di archeologi lavorano all'interno di questa distesa di verde in mezzo alla città, rivelando ogni giorno scoperte sensazionali. L'area rimase completamente abbandonata in epoca medievale, ma ancora oggi, facendo una passeggiata all'interno, è impossibile non calpestare pezzi di terracotta antica, o per i più appassionati non notare cinte murarie che escono dal terreno. Nel 2019 la Regione Siciliana ha istituito il Parco Archeologico di Lilibeo-Marsala.

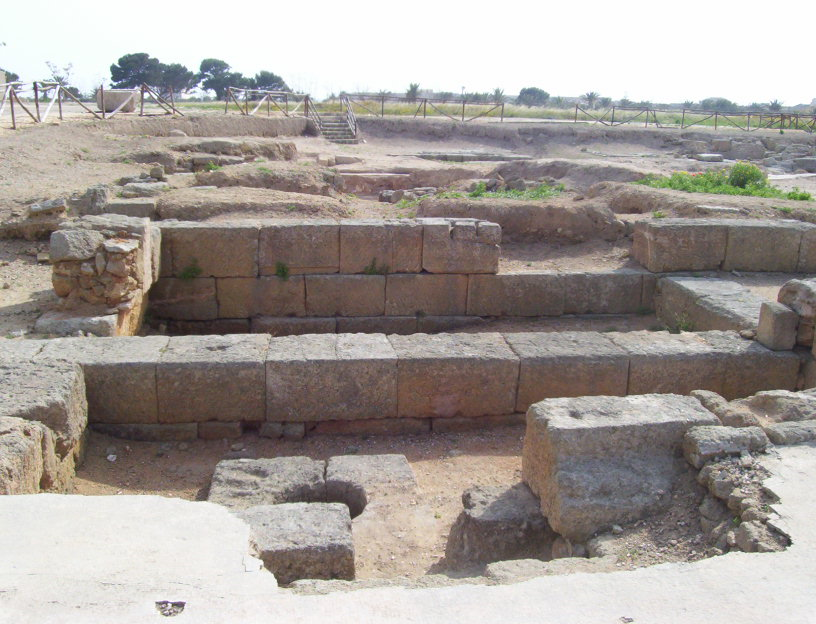
Scavi del 2008

Nel 1939 fu messo in luce un grande edificio provvisto di ambienti spaziosi, distribuiti attorno ad un atrio tetrastilo e ad un peristilio.
L’insula è fiancheggiata da strade parzialmente lastricate. 
Nel 1972 una breve campagna di scavi consentì di accertare la presenza di due fasi edilizie diverse: la più antica del II-I secolo a.C.; la più recente della fine del II-III secolo d.C.
La campagna di scavo degli anni 2000 ha portato alla luce strutture murarie, lastricati in marmo, reperti di rilevante interesse come la Statua in marmo detta "Venere Lilybetana" del II secolo d.C., il timpano in pietra con un'iscrizione latina, oggetti ornamentali come spille, monete, ecc.

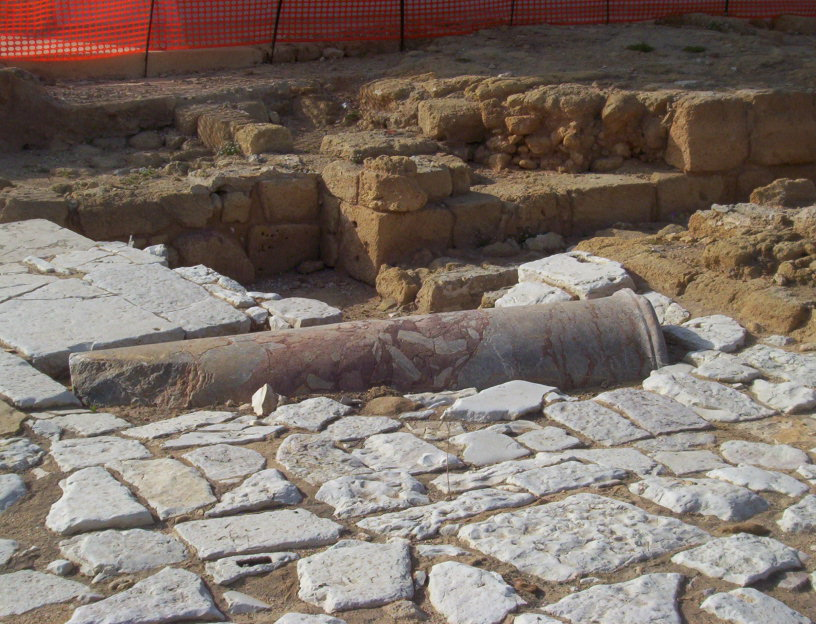
Pavimentazione in marmo bianco con colonna; scavo dell'area di San Giovanni al Boeo, dove è stata rinvenuta la statua della Venere Lilybetana

Sono in luce (per ora non visitabili per lavori pubblici) resti dell'abitato (una intera insula con due ricche residenze di età imperiale romana, con pavimentazioni a mosaico e impianti termali privati), delle fortificazioni puniche (mura e fossato) e delle ricche necropoli di età ellenistica e romana. Un esempio unico è costituito dall'ipogeo di Crispia Salvia (Giglio, 1996): una camera sotterranea (visitabile con prenotazione) dedicata da un marito alla moglie "Crispia Salvia" in uso dal II secolo d.C., con le pareti interamente decorate da scene dipinte in una vivace policromia (una flautista con danzatori, un banchetto funebre, eroti fra ghirlande, cesti colmi di fiori e frutta).

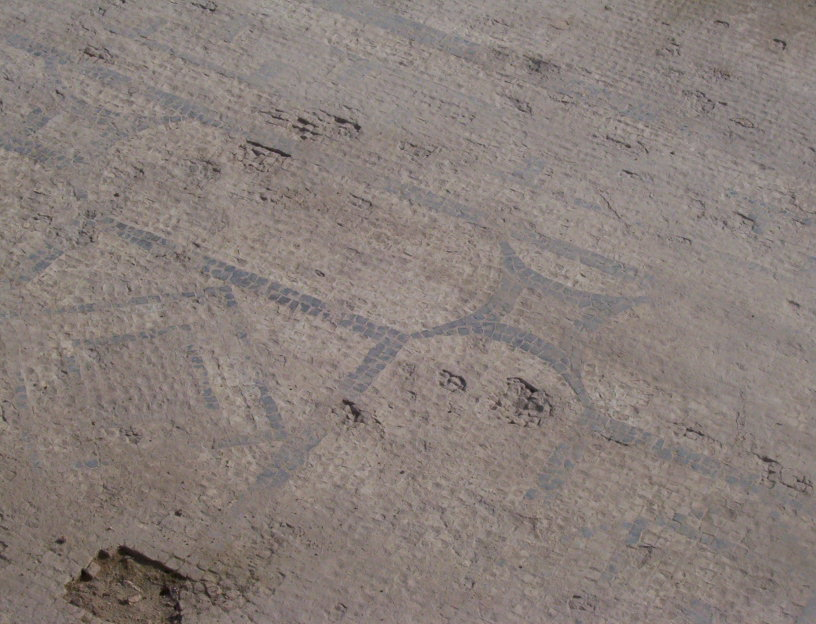
Particolare di un mosaico ritrovato negli ultimi mesi del 2008

Gli scavi del 2007 hanno riportato alla luce il tracciato dell'antico decumano massimo, la principale arteria stradale dell'antica Lilibeo; è stata inoltre rimessa in luce negli scavi dell'area della chiesa di San Giovanni al Boeo (Giglio, 2005) un'importante statua di marmo raffigurante Venere Callipigia ("dai bei glutei"), oggi esposta al Museo archeologico regionale Lilibeo "Baglio Anselmi".

## Museo  "Baglio Anselmi"

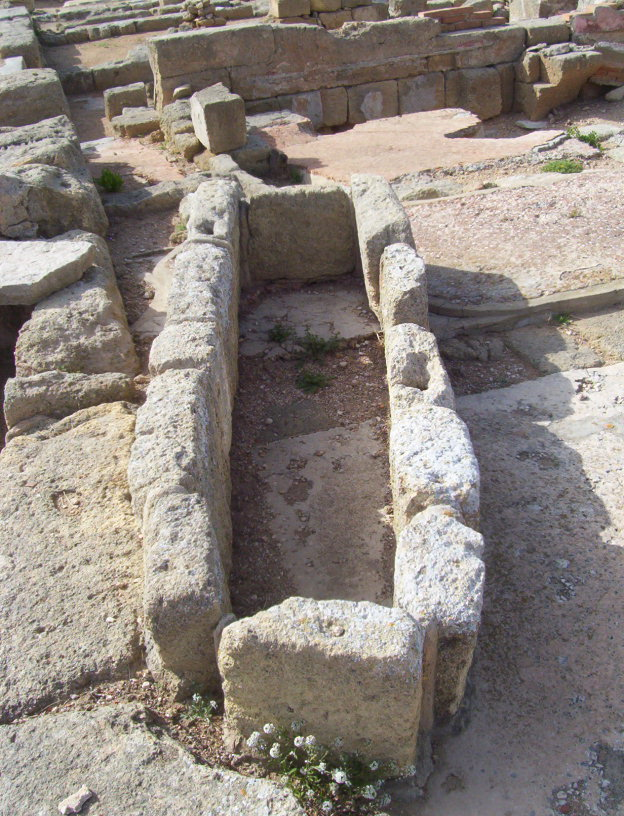
Probabile sepolcro

Attualmente, nel Museo archeologico regionale Lilibeo Baglio Anselmi di Marsala, è conservata una nave punica. Fu usata durante la Battaglia delle Isole Egadi, che concluse la Prima guerra punica, ed è un esemplare unico al mondo di nave da guerra cartaginese. Le particolari alghe della Riserva naturale regionale delle Isole dello Stagnone di Marsala (dove era concentrata l'attività marittima della città), con un effetto-nylon, tramite un processo simile alla conservazione sottovuoto, hanno protetto la nave fino a conservare anche i chiodi utilizzati per la sua costruzione.
La nave è eccezionale perché ha permesso di documentare il sistema di costruzione navale dei Cartaginesi, che aveva suscitato meraviglie nell'antichità (Plinio, Polibio) per la velocità costruttiva della prefabbricazione in cantiere. Ogni asse della nave punica di Marsala reca inciso un simbolo dell'alfabeto fenicio-punico utile ai carpentieri per il rapido assemblaggio dello scafo. Sono presenti anche un gran numero di anfore trasportate dalla nave e alcuni equipaggiamenti come lance, un ceppo di legno utile forse per alimentare il fuoco dei cuochi sulla nave, alcuni ossi di olive, delle foglie vegetali e una corda ottimamente conservate.
Il Museo Archeologico "Baglio Anselmi", sito sul promontorio di Capo Boeo, espone inoltre importanti reperti preistorici e romani provenienti dagli scavi archeologici del territorio.

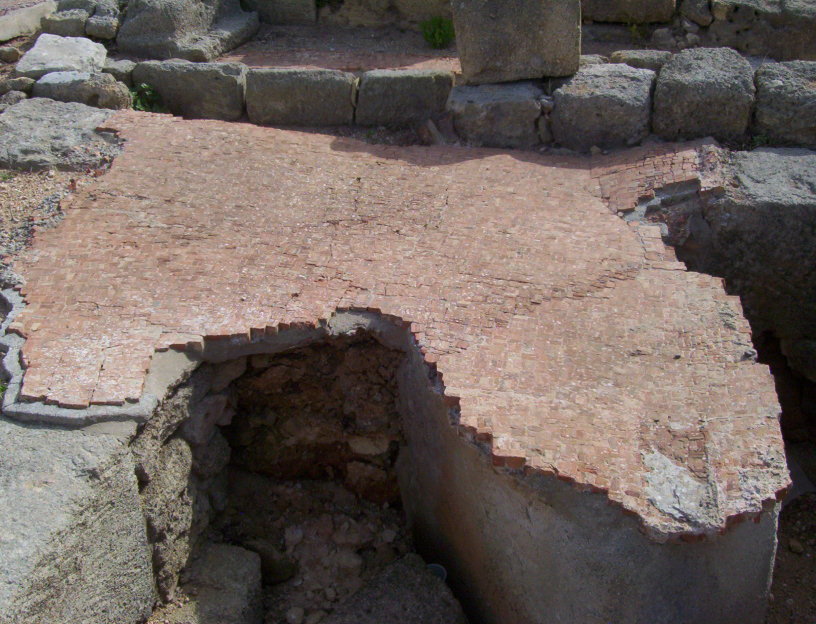
Pavimento a tasselli di terracotta

## Venere callipigia

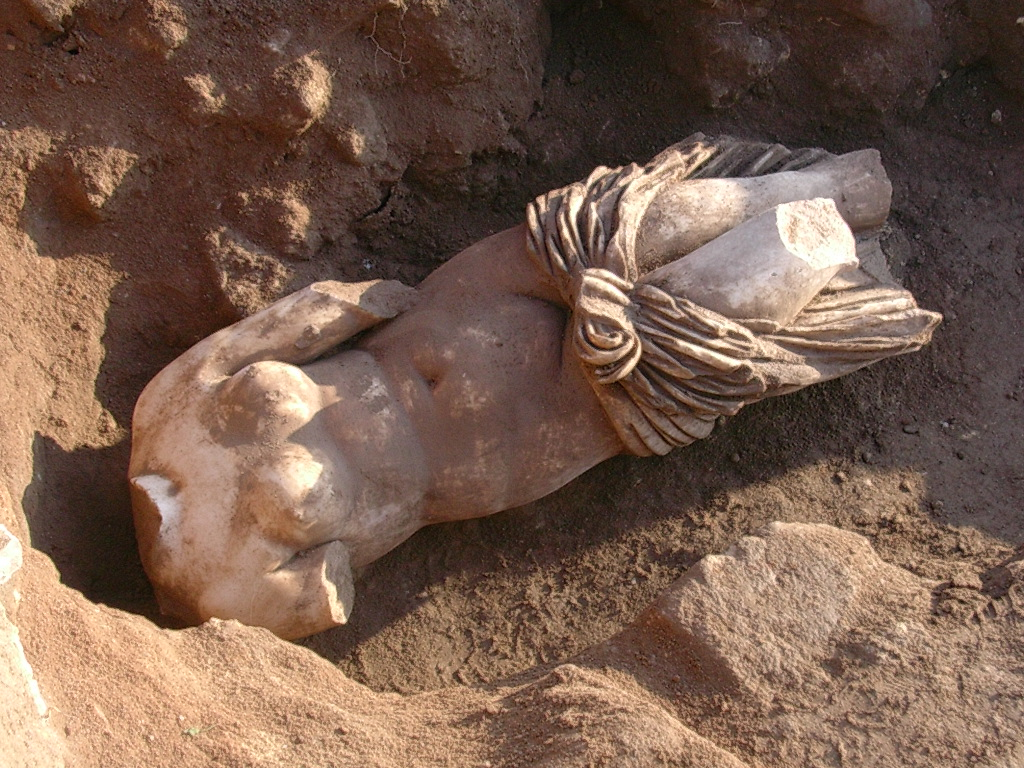
La Venere lilybetana

Il 14 gennaio 2005 durante i lavori di scavo archeologico nell'area di pertinenza della Chiesa di San Giovanni Battista al Boeo in Marsala si rinvenne una statua marmorea raffigurante la Venere callipigia, denominata "Venere Lilybetana", databile alla seconda metà del II sec.
La statua è acefala e manchevole della metà del braccio destro, che copriva pudicamente il seno, di più della metà del braccio sinistro, che reggeva l'himation, di metà circa della gamba destra e di parte della gamba sinistra.

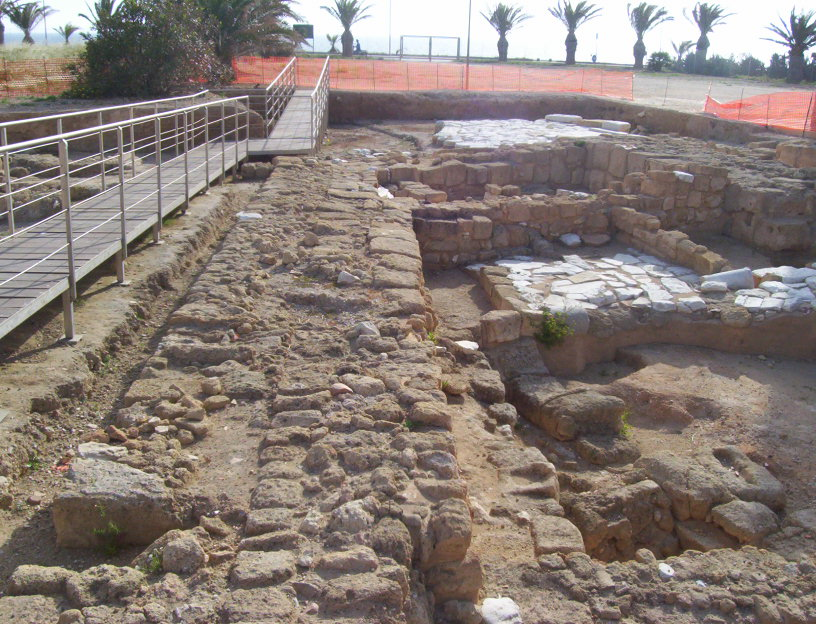
Scavo dell'area di San Giovanni al Boeo, dove è stata ritrovata la Venere Callipigia

L'opera, scolpita in un unico blocco di marmo cristallino, è una statua romana del II secolo d.C., copia di una statua ellenistica del II secolo a.C.
È di bellissima fattura: la rotondità dei seni e del fondoschiena scoperto dall'himation, voluttuoso e morbido, evocano il significato mitologico di Afrodite, simbolo dell'istinto e della forza vitale della fecondità e della generazione.

## Scavi del 2008: Iside e potenziale Tempio di Ercole

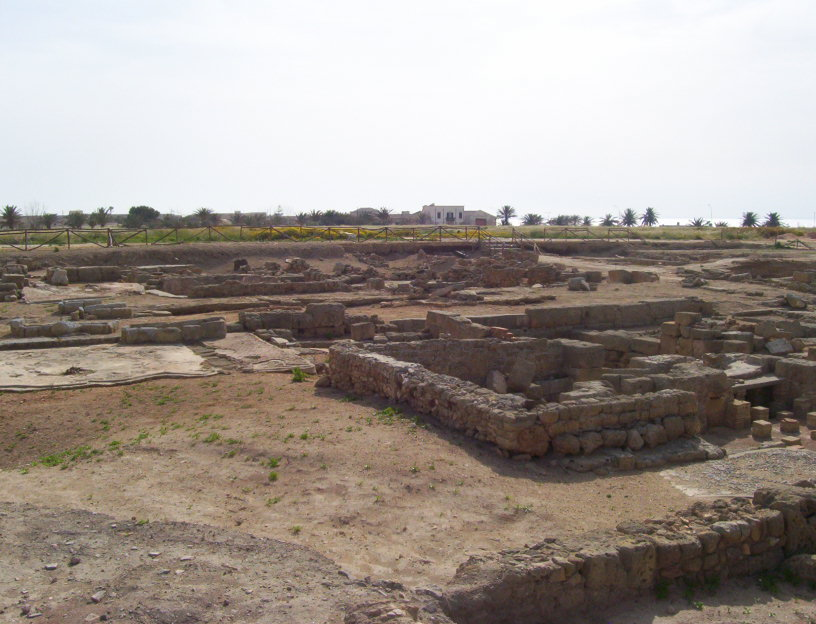
Panoramica ovest dello scavo adiacente alla Villa Romana

Durante l'estate del 2008, nei lavori di realizzazione del Parco Archeologico di Lilibeo, nelle fasi di scavo attigue alla Villa Romana, è stata rinvenuta una statua della dea Iside, identificata grazie alla posizione della mano, posata sul petto. Nello stesso scavo è stata ritrovata una colonnina con iscrizione in lingua greca in cui è citata la dea. Da un'epigrafe conosciamo l'esistenza di un altro santuario dedicato al culto di Ercole.

## Patrimonio dell'umanità
Nel 2006 Lilibeo, insieme all'antica Mozia, è stata inserita tra i siti candidati come patrimonio dell'umanità dell'UNESCO come Mothia Island and Lilibeo: The Phoenician-Punic Civilization in Italy